# Macrocera aquabellissima
Macrocera aquabellissima är en tvåvingeart som beskrevs av Chandler 1994. Macrocera aquabellissima ingår i släktet Macrocera och familjen platthornsmyggor.
Artens utbredningsområde är Israel. Inga underarter finns listade i Catalogue of Life.